# Pruggern
Pruggern ist eine ehemalige Gemeinde im Ennstal in der Steiermark wie auch Hauptort, Ortschaft und Katastralgemeinde der Gemeinde Michaelerberg-Pruggern im Bezirk Liezen.

## Geografie
Pruggern befindet sich zwischen Gröbming und Aich östlich von Schladming, unweit der Einfahrt zum Sölkpass.
Das Katastral- und Ortschaftsgebiet umfasst eine Fläche von 2.168,96 ha und zieht sich in einem schmalen Streifen von der Enns linksseitig das Sattental südwärts bis in die Kammlagen der Schladminger Tauern, mit der Hochwildstelle (2747 m ü. A.) als höchstem Punkt. Nordwärts gehören noch die Höhenlagen am Kulm, dem Bergsporn am Südfuß des Kemetgebirges, zum Gebiet.
Zum Ortschaftsgebiet gehören neben dem Ort Pruggern auch die Ortslagen:
- Pruggererberg mit Hüttendorf Pruggern und Vorderes Sattental auf der südseitigen Talschulter des Ennstals
- Schlatenbach auf der südlichen und Einöd auf der nördlichen Ennsseite (letzteres mit Ortsteilen in Gröbming)
- Kulm und Kunagrünberg am Kulm (letzteres hat auch Ortsbestandteilen in der Gemeinde Aich)

Die Almen in der Ortschaft sind Keinreiteralm, Perneralm, Peterbaueralm, Sattentalalm, Tagalm im Sattental, sowie Untere Galsterbergeralm und Obere Galsterbergeralm (mit Schutzhaus) in den Höhenlagen.
Die Berge von Pruggern gehören zur Hochwildstellen-Gruppe der Schladminger Tauern, deren Nordast sie bilden.

### Hauptort
Der Ort Pruggern liegt beiderseits der Enns, der alte Ortskern ist rechtsufrig (Südufer). Die Grenze zwischen Pruggern und Michaelerberg verläuft am Sattentalbach durch das bebaute Gebiet des Dorfes Pruggern, so dass der östliche Teil des Ortes Pruggern Ortsteil von Michaelerberg ist.

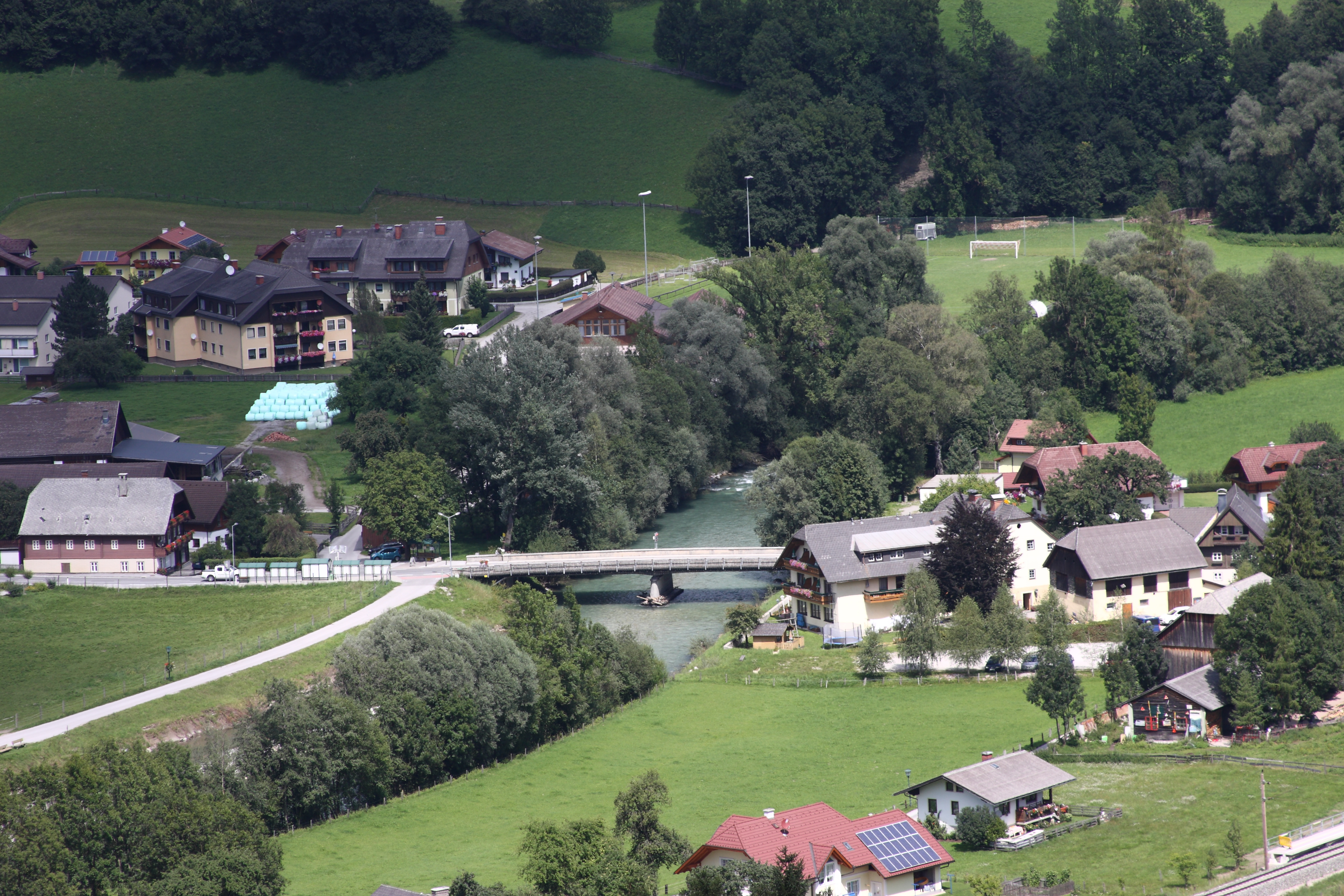
Ennsbrücke Pruggern
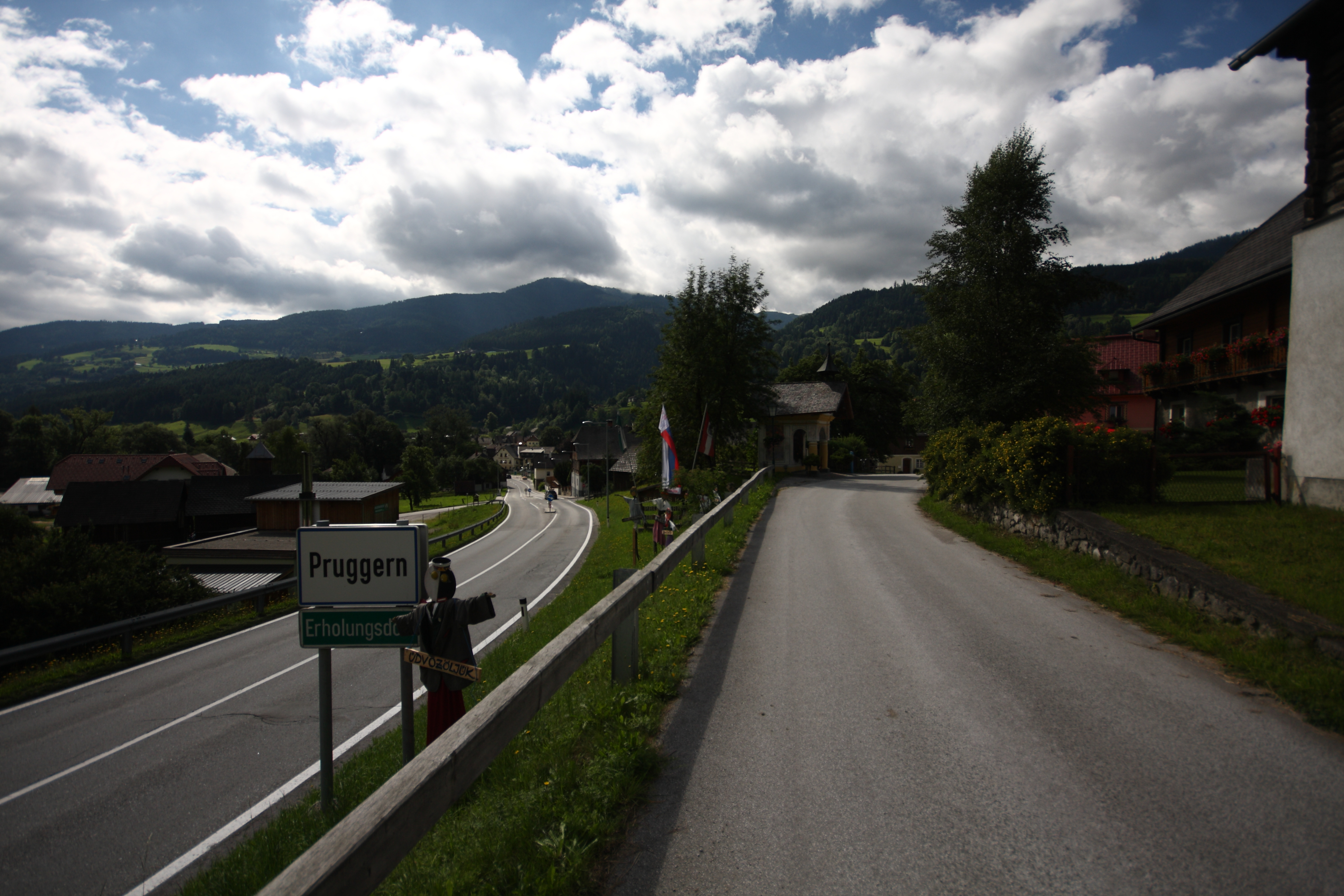
An der B320, Blick taleinwärts
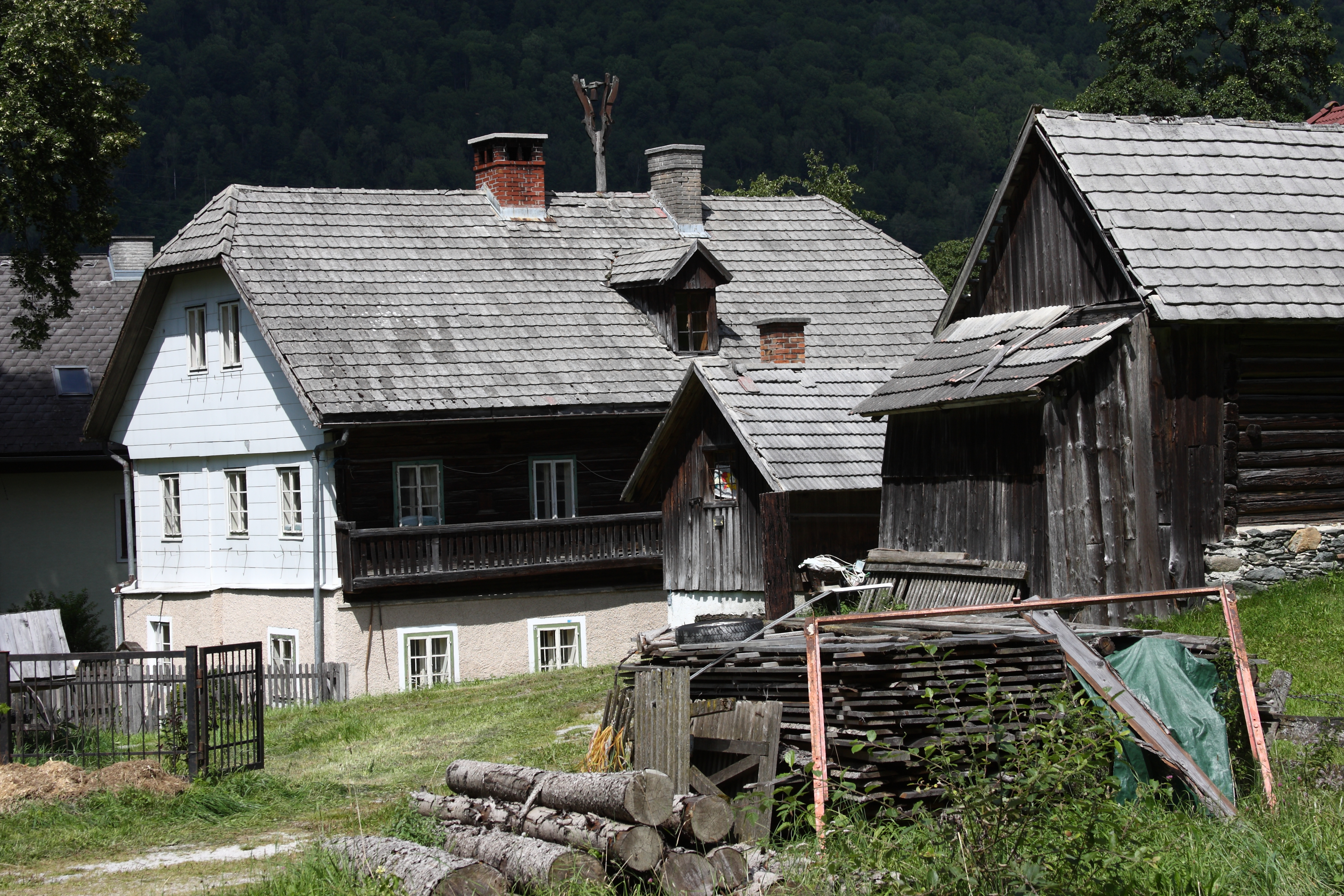
Obersteirisch-Salzkammergutische Gehöftformen
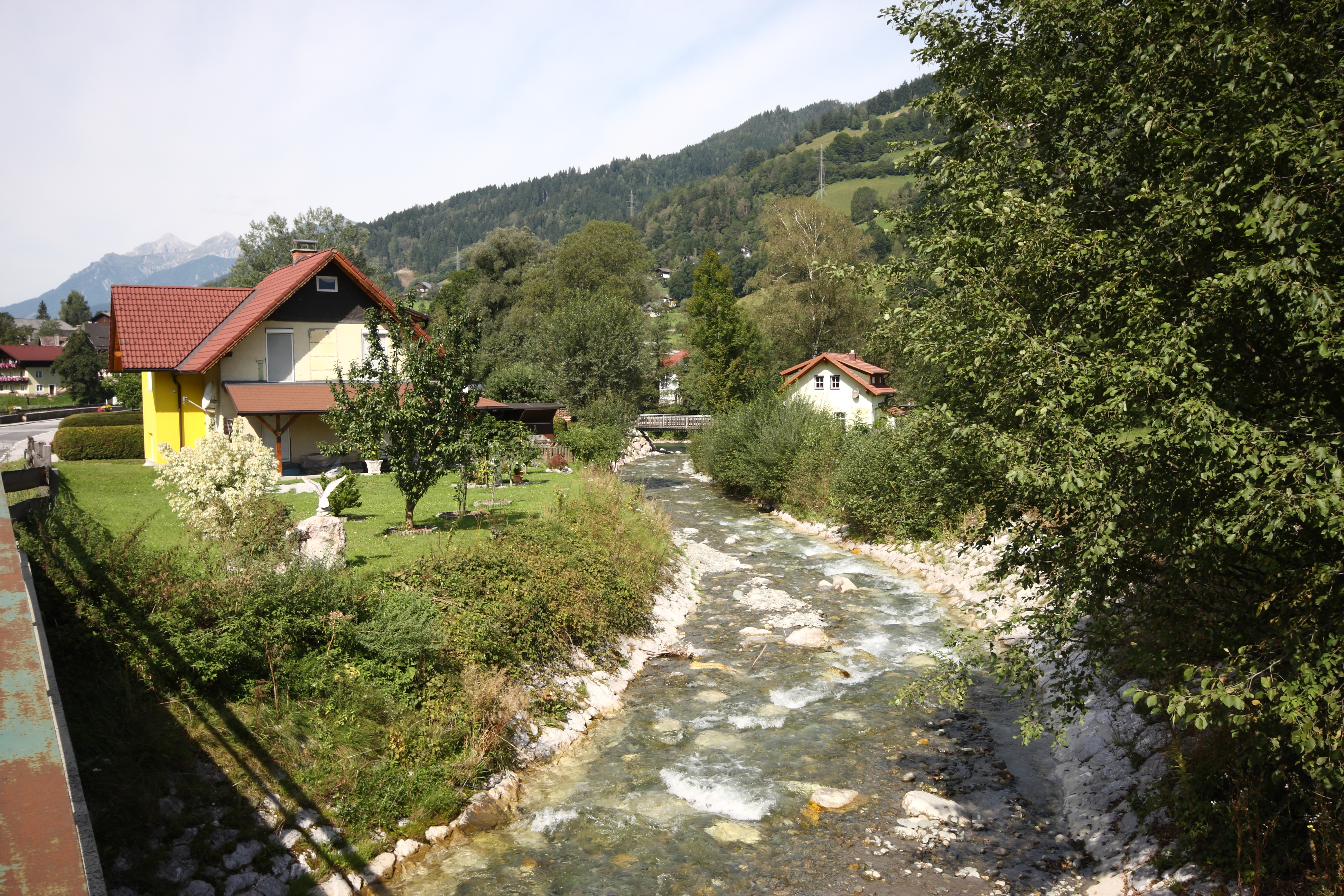
Der Sattentalbach in Pruggern

## Geschichte
Pruggern ist – wie der Ortsname „Prugg“ besagt – ein wichtiger alter Brückenort. Die Ennsbrücke von Pruggern war schon im Hochmittelalter bedeutend, und zwischen Schladming und Admont ist Pruggern der einzige Ort, der beiderseits der Enns liegt.

### Gemeinde Pruggern
Die Ortsgemeinde als autonome Körperschaft entstand 1850 nach der Revolution. Nach der Annexion Österreichs 1938 kam die Gemeinde zum Reichsgau Steiermark, 1945 bis 1955 war sie Teil der britischen Besatzungszone in Österreich.
Bis Ende 2014 gehörte Pruggern mit zuletzt 615 Einwohnern (Stand: 1. Jänner 2015) zur Expositur Gröbming des Bezirks Liezen und zum Gerichtsbezirk Schladming.
Am 1. Jänner 2015 wurde die Gemeinde Pruggern im Rahmen der steiermärkischen Gemeindestrukturreform mit der Gemeinde Michaelerberg zur neuen Gemeinde Michaelerberg-Pruggern zusammengeschlossen.

### Einwohnerentwicklung
1869 zählte die damalige Gemeinde Pruggern 496 Einwohner. Der höchste Stand war 1971 mit 677 Einwohnern, der niedrigste mit 473 im Jahr 1900.

### Religionen
Die Mehrheit der Bevölkerung ist katholisch. 1781, als das Toleranzpatent erlassen wurde, lebte in Pruggern eine evangelische Familie (vulgo Huber). 1844 wurde in Pruggern eine evangelische Schule gegründet.

## Wirtschaft und Infrastruktur

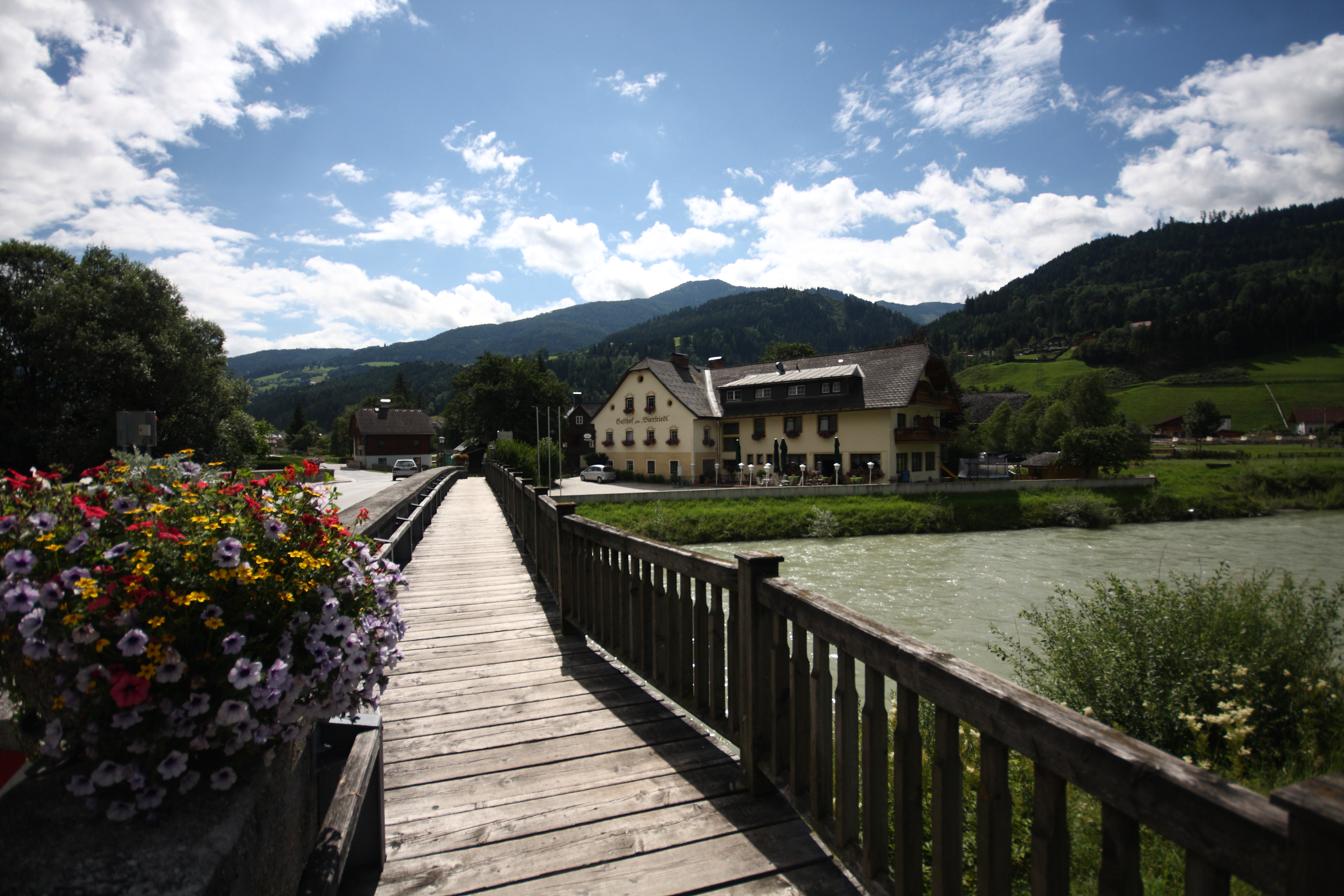
Ennsbrücke Pruggern (1953 erbaut)

Das für Ski-, Rad- und Wandersport bekannte Urlaubsdorf inmitten der Dachstein–Tauern-Region bietet ein umfassendes Freizeitprogramm, das speziell auf Jungfamilien zugeschnitten ist. Der Ort gehört zum Tourismusverband Schladming-Dachstein.
Wichtigste Tourismusinfrastruktur ist das Schigebiet Galsterberg, führt über den Hühnerkogel (1602 m ü. A.) zum Kalteck (1968 m ü. A.). Es gehört zum Verbund Ski amadé, und vermarktet sich als „Gallischer Skiberg“, weil es eines der letzten autonomen Kleinschigebiete des hocherschlossenen Raumes der Tauern von der Obersteiermark bis ins Salzburgische ist.
Durch Pruggern führt nördlich der Enns die Ennstalstraße B 320, in Pruggern beginnt die Steinerstraße L 712 ab, die über Stein an der Enns und Öblarn wieder zur B 320 bei Sankt Martin am Grimming führt.
Die Ennstalbahn Bischofshofen–Selzthal verläuft südlich der Enns, Pruggern hat eine Haltestelle für Regionalzüge.
Der Sattentalbach ist mit mehreren Kleinkraftwerken verbaut, die Kraftwerke Pruggern, Sattentalbach und Grießbach (in Vorderes Stattental) der Elektrizitätswerke Gröbming. An der Enns flussaufwärts liegt die Kläranlage der umliegenden Orte noch im Katastralgebiet.

## Kultur, Sehenswürdigkeiten und Natur

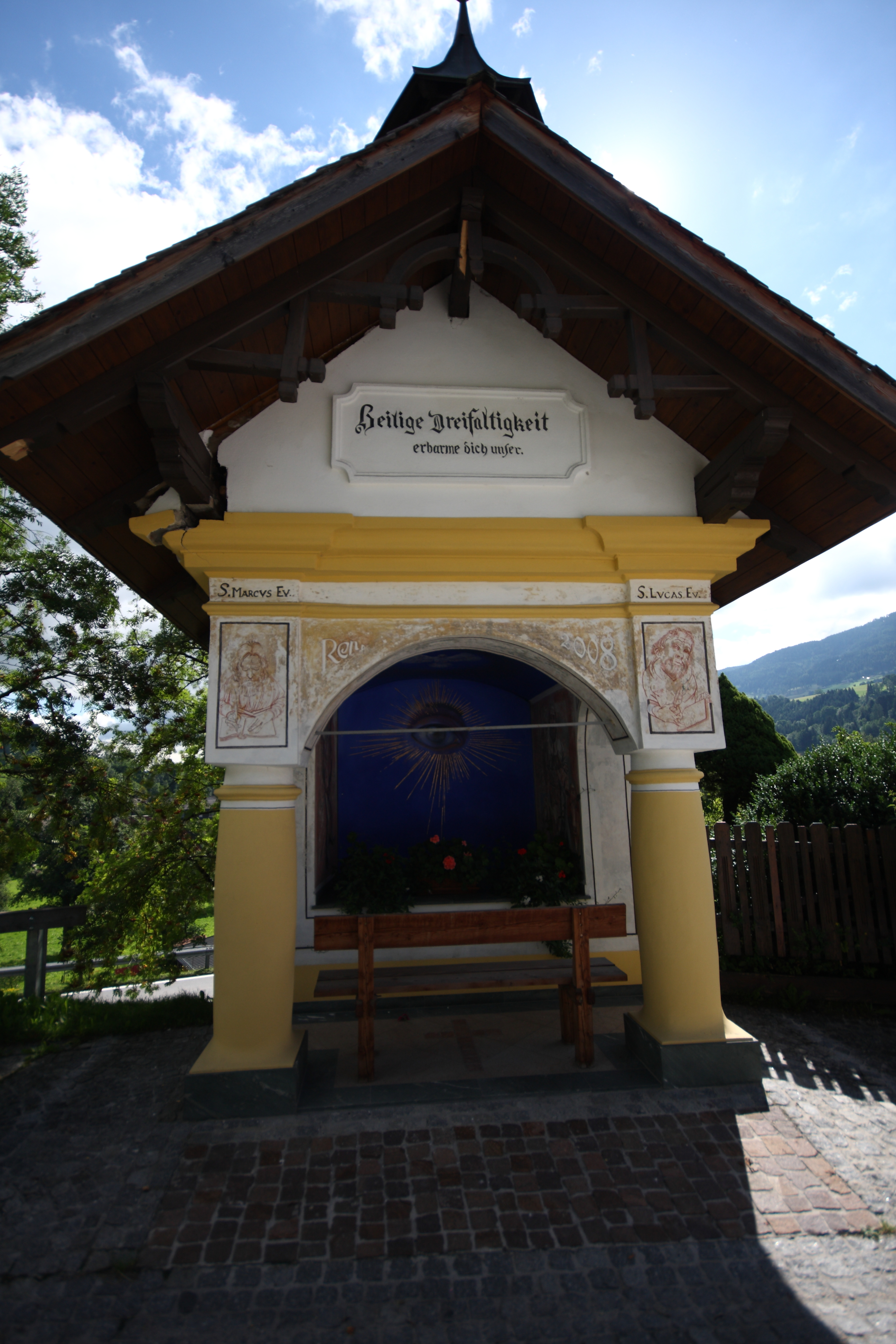
Ortskapelle Pruggern

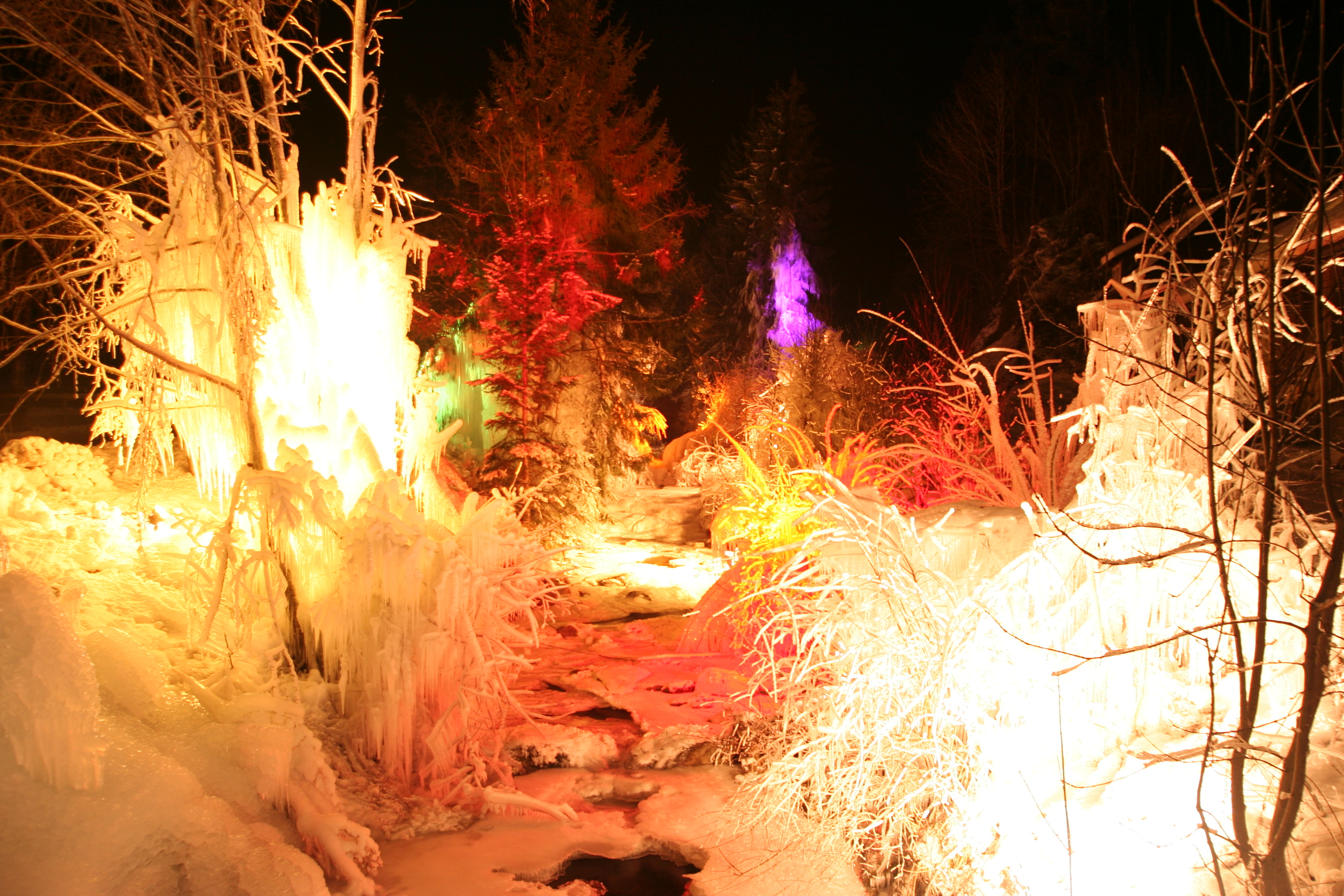
Eiswelt Pruggern (2006)

Unter Denkmalschutz steht die Ortskapelle Hl. Dreifaltigkeit.
Das hintere Sattental mit den Sattental-Almen ist ein landschaftlich reizvolles Spaziergebiet, im hintersten Tal liegen der Stierkarsee und die Goldlacken, schon am Fuß der Hochwildstelle. Diese hintersten Talabschnitte gehören zum Naturschutzgebiet Bodensee–Sattenbachtal, zum Europa-Vogelschutzgebiet Niedere Tauern und zum Landschaftsschutzgebiet Schladminger Tauern.
Die Enns-Auen bei Pruggern sind ökologisch ebenfalls bedeutend. Flussaufwärts von Schlatenbach fallen noch Teile des Naturschutzgebiets Friesacher Au mit geschützten Landschaftsteilen Ennsregulierungskonkurrenzgrundstücke ins Gebiet, flussabwärts erstreckt sich das Landschaftsschutzgebiet Ennstal von Ardning bis Pruggern mit einem Teilgebiet des Europa-Vogelschutzgebiets Ennstal zwischen Liezen und Niederstuttern (Wiesen zwischen Einöd, Thalhamm und Tunzendorf).
Der Kulm gehört schon zum Landschaftsschutzgebiet Dachstein-Salzkammergut.
Seit einigen Jahren werden – wenn die Witterung geeignet ist – im Sattental in Pruggern die winterlich vereisten Gehölze mit Licht inszeniert, die Veranstaltung wird Eiswelt Pruggern genannt.

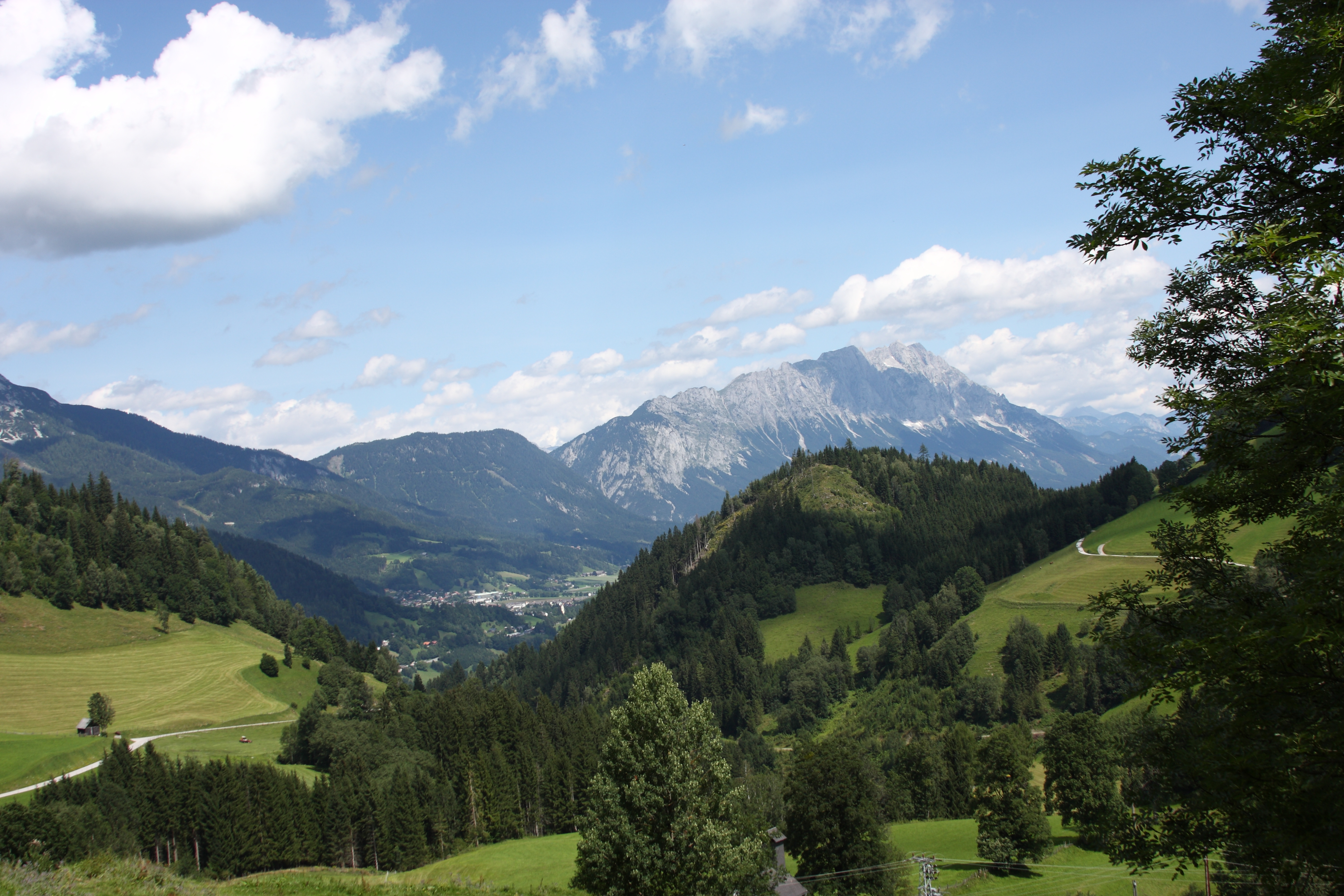
Vorderes Sattental, Blick zum Grimming
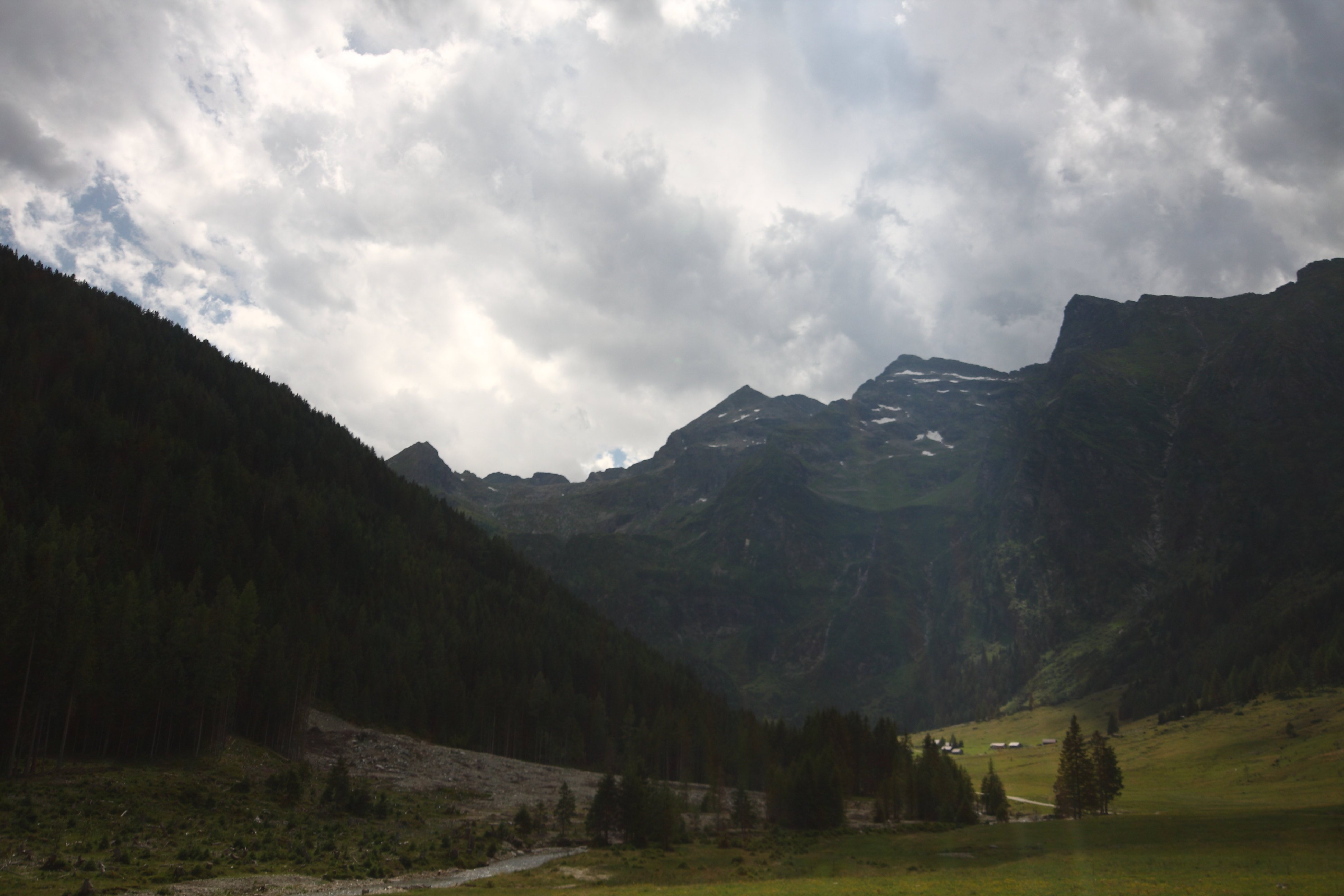
Im hinteren Sattental: Almen, Gamskarspitze–Umlaufer-Kamm
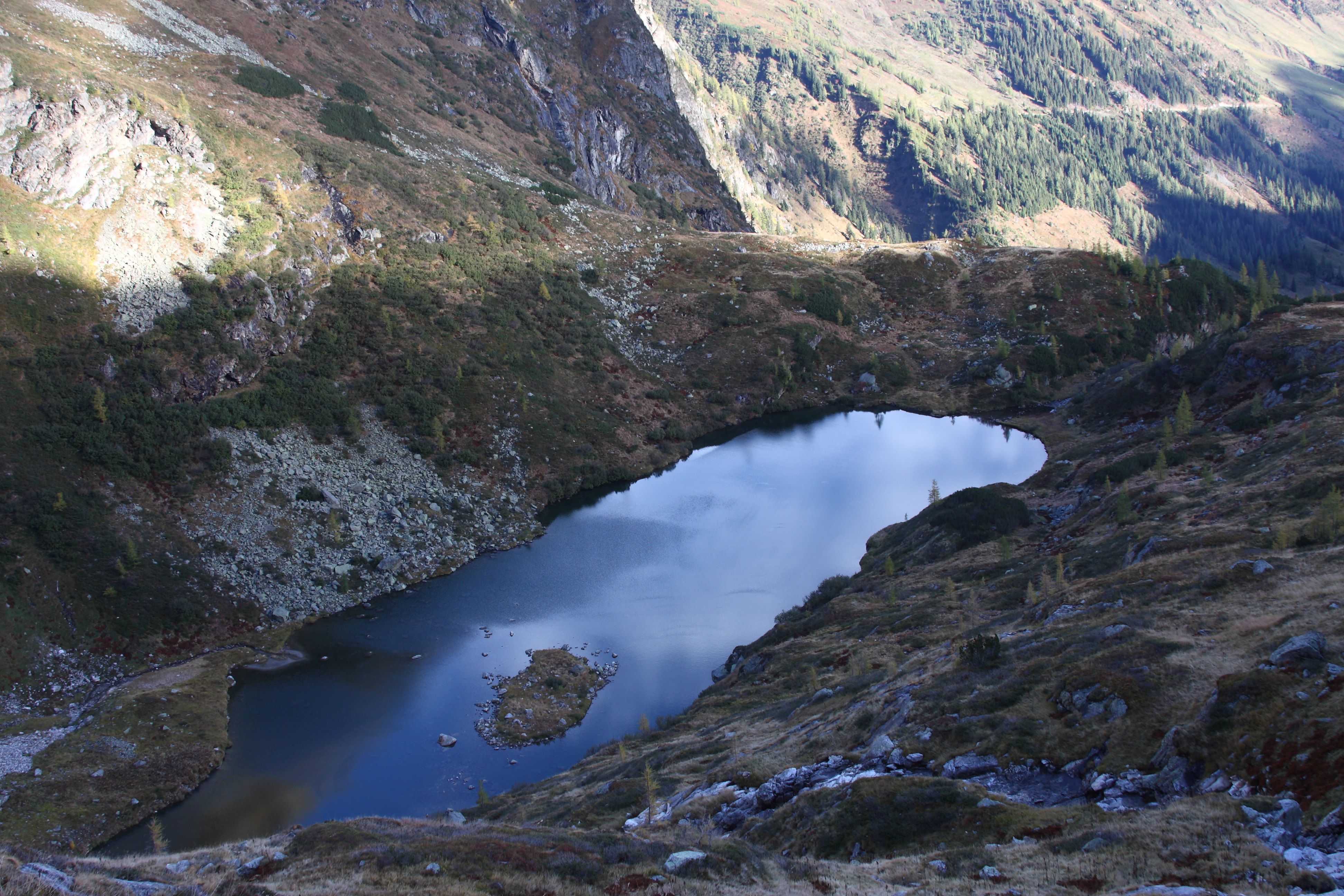
Der Stierkarsee

## Politik
Der letzte Bürgermeister war Hannes Huber. Der Gemeinderat setzte sich nach den Wahlen von 2010 wie folgt zusammen:
- 7 Mandate Österreichische Volkspartei (ÖVP)
- 2 Mandate Sozialdemokratische Partei Österreichs (SPÖ)

## Wappen
Das Wappen der ehemaligen Gemeinde zeigt eine Brücke.